# Wahlkreis Mittelfinnland
Der Wahlkreis Mittelfinnland (Wahlkreis 11) ist einer von 13 finnischen Wahlkreisen für die Wahlen zum finnischen Parlament. Er umfasst die finnische Landschaft Mittelfinnland. Bei den Parlamentswahlen stehen jedem Wahlkreis orientiert an der Einwohnerzahl eine bestimmte Anzahl von Mandaten im Parlament zu, dem Wahlkreis Mittelfinnland derzeit 10 Sitze.